# Alexander Robertus Todd
Alexander Robertus Todd (také Alec Todd nebo baron Todd, 2. října 1907 v Glasgow – 10. ledna 1997 v Cambridgi) byl skotský biochemik. Za výzkum v oblasti struktury a syntézy nukleotidů, nukleosidů a koenzymů mu byla v roce 1957 udělena Nobelova cena za chemii.
Je považován za prvního člověka, který v roce 1940 pomocí hydrogenace syntetizoval hexachlorbutadien (HCBD) z kanabidiolu.  V roce 1949 syntetizoval adenosintrifosfát (ATP) a flavinadenindinukleotid (FAD). V roce 1955 objasnil strukturu vitamínu B12.
V roce 1954 byl povýšen do rytířského stavu s titulem sir Alexander Todd a v roce 1962 byl jmenován baronem Toddem z Trumpingtonu v hrabství Cambridge. Za svůj život získal dalších 40 čestných titulů.

## Vzdělání a kariera
Alexander Todd se narodil  2. října 1907 v Cathcartu na okraji Glasgow jako nejstarší syn Alexandra Todda, úředníka v glasgowském metru, a jeho manželky Jane Lowryové.
Po absolvování základního vzdělání na škole Allana Glena získal v roce 1928 bakalářský titul na Universitě v Glasgow a v roce 1931 doktorát na Univerzitě Johanna Wolfganga Goetheho ve Frankfurtu nad Mohanem. Jeho doktorská práce byla věnována chemii žlučových kyselin. Další doktorát získal v roce 1933 na Oriel College v Oxfordu.
Poté působil v Listerově institutu (výzkumný ústav zaměřený na lékařskou a biologickou vědu) na Univerzitě v Edinburghu, poté na Univerzitě v Londýně a Univerzitě v Cambridgi. V roce 1938 se stal profesorem chemie a ředitelem chemických laboratoří Univerzity v Manchesteru. Právě zde začal zkoumat nukleosidy, které tvoří strukturální jednotky nukleových kyselin (DNA a RNA). Na podzim roku 1948 působil jako hostující profesor na Chicagské univerzitě a v roce 1950 na Univerzitě v Sydney.
Do důchodu odešel v roce 1971, ale byl stále činný. Zemřel v roce 1997 ve věku 89 let v Cambridgi.

## Objevy
- V roce 1940 jako první chemik pomocí hydrogenace syntetizoval hexachlorbutadien (HCBD) z kanabidiolu. HCBD je významná průmyslová chemická látka, která je velmi toxická a karcinogenní.
- V roce 1949 syntetizoval adenosintrifosfát (ATP) a flavinadenindinukleotid (FAD).
- V roce 1955 pomohl objasnit strukturu vitamínu B12. Konečný vzorec a definitivní strukturu pak určila Dorothy Hodgkinová se svým týmem.
- Později pracoval na zkoumání struktury a syntézy vitamínu B1 a vitamínu E.
- V roce 1957 obdržel nejprestižnější vědecké ocenění - Nobelovu cenu za výzkum struktury a reakcí nukleosidů, které tvoří strukturální jednotky nukleových kyselin (DNA a RNA).
- Studoval barviva antokyany (z pigmentů květů a plodů, z hmyzu - mšice, brouci). V rostlinách jsou antokyany velmi rozšířeny a způsobují modré nebo červené zabarvení (modré květy pomněnek, červené květy máků).
- Studoval alkaloidy nacházející se v hašiši a marihuaně. V rostlinách jsou alkaloidy velmi rozšířeny a některé mají silné fyziologické účinky. Patří mezi nejsilnější rostlinné jedy.

## Osobní život
V roce 1937 se Alexander Todd oženil s Alison Sarah Daleovou, dcerou nositele Nobelovy ceny Henryho Halletta Dalea, který stejně jako on působil jako prezident Královské společnosti v Londýně. Manželé spolu měli syna a dvě dcery. Byli to Alexander Henry Todd (narozen 1939), Helen Jean Toddová (narozena 1941), Hilary Alison Toddová (narozena 1946).
Alexander Todd zemřel 10. ledna 1997 v Cambridge ve věku 89 let. Na jeho počest byla Královskou chemickou společností na katedře chemie na univerzitě v Cambridge umístěna modrá pamětní deska.

## Funkce a ocenění
- V letech 1952–1964 byl Alexander Todd předsedou Britské vládní rady pro vědu.
- V letech 1975–1980 byl prezidentem Královské společnosti (Royal Society for the Improvement of Natural Knowledge).
- V roce 1954 byl povýšen do šlechtického stavu s titulem lord.
- V roce 1962 obdržel titul baron z Trumpingtonu v hrabství Cambridge.
- V roce 1957 obdržel Nobelovu cenu za chemii za svou práci na nukleotidech a nukleotidových koenzymech.
- Mezi jeho četná vyznamenání patří zvolení členem Královské společnosti v roce 1942, členem Národní akademie věd Spojených států v roce 1955, členem Americké akademie umění a věd v roce 1957 a Americké filozofické společnosti v roce 1965.
- V roce 1977 mu královna udělila Řád za zásluhy.
- V roce 1982 se Alexander Todd stal zakládajícím členem Světové kulturní rady (World Cultural Council, WCC), jež oceňuje vynikající jednotlivce, kteří významně přispěli k vědeckému, kulturnímu nebo vzdělávacímu pokroku lidstva.